# 陳敬宣
陳敬宣（1994年1月28日—），台灣女藝人。伊林模特兒經紀公司前旗下藝人 ，多拍攝廣告、雜誌及戲劇，台灣運彩代言人。

## 生平
2008年，陳敬宣以「Bony」作為暱稱參加《無敵青春克》。2010年，陳敬宣以「宣宣」作為暱稱出演《美少女時代》，2015年參演第一部偶像劇料理高校生。
2020年，她推出個人第一本寫真書《你的小精靈》。

## 影視作品
| 年份   | 播放頻道               | 戲劇名稱             | 角色        | 性質       |
| 2015年 | 三立都會台、東森綜合台 | 《料理高校生》       | 樊艾咪      |            |
| 2016年 | 三立台灣台             | 《甘味人生》         | 樊艾咪      | 客串       |
| 2016年 | 搜狐視頻               | 《親愛的，公主病》   | 雷嘉娜      | 主演       |
| 2016年 | 中視、中天綜合台       | 《讓愛飛揚》         | 姚艾艾      | [ 4 ]      |
| 2017年 | 台視、三立都會台       | 《我的愛情不平凡》   | 古靜瑄      | 第二女主角 |
| 2019年 | 台視、八大戲劇台       | 《我是顧家男》       | 哈小敏      |            |
| 2020年 | Vidol、三立都會台      | 《位！你在等我嗎？》 | 趙璐(Penny) | 第一女主角 |
| 2020年 | 華視、三立都會台       | 《我的青春沒在怕》   | 陶恬恬      | 第三女主角 |
| 2020年 | myVideo KKTV           | 《記憶浮島》         | 喬若琳      | 第二女主角 |
| 2023年 | 中視、衛視中文台       | 《女兒大人加個賴》   | 凱莉        |            |

### 電影
- 緯來電視電影《萬德浮史貝斯》

### 短劇
- Youtube短片《國中妹蔡佩珊畢業旅行！》
- 網路劇《恐怖高校劇場-嬰靈篇》、《詭來電》
- 世新大學畢業製作《無盡》
- 宣導短片《咖啡因男孩》
- 莒光園地單元劇《毀》

## 廣告代言
- CKS來一筆（2014年）
- 台灣運彩（2015年）
- 華歌爾運動內衣（2016年）
- 街口支付（2017年）
- ZA隔離霜（2018年）
- 日本觀光局─北海道（2019年）
- 多芬花瓣洗髮精（2020年）

## 影音作品
- 單曲 MV《夢想比天高》
- 陳敬宣封面人物拍攝花絮
- 邱鋒澤《你不用知道》MV
- JUSSSY《沒有你我也可以很好》MV
- 李建軒 ft. 許凱皓《You’re My Everything》MV
- 林亭翰《不完整的再見》MV
- 羅藝恒《我的唯一》MV
- 羅藝恒《我以為我已經好了》MV
- 許凱皓《平凡中的奇蹟》MV
- 古曜威《一路向前》MV

## 出版作品
- 2016 Eelin Girl《輕甜心》撲克牌[5]
- 2020/6/23 《你的小精靈：陳敬宣寫真》(封面分為「電眼版」與「呆萌版」2個版本)

## 外部連結
- 陳敬宣的Facebook專頁
- 陳敬宣的Instagram帳戶